# Mimoseae
Mimoseae es una tribu de plantas de la subfamilia Mimosoideae, en la familia Fabaceae. Incluye Cerca de 40 géneros y 860 a 880 especies. El género tipo es Mimosa L.

## Distribución
La tribu está distribuida en los trópicos y subtrópicos, con menor frecuencia en las regiones templadas, más numerosos en zonas tropicales de América del Sur y África tropical.

## Géneros
| - Adenanthera - Adenopodia - Alantsilodendron - Amblygonocarpus - Anadenanthera - Aubrevillea - Calliandropsis - Calpocalyx - Cylicodiscus - Desmanthus - Dichrostachys - Dinizia - Elephantorrhiza | - Entada - Fillaeopsis - Gagnebina - Indopiptadenia - Kanaloa - Lemurodendron - Leucaena - Microlobius - Mimosa - Neptunia - Newtonia - Parapiptadenia | - Piptadenia - Piptadeniastrum - Piptadeniopsis - Plathymenia - Prosopidastrum - Prosopis - Pseudopiptadenia - Pseudoprosopis - Schleinitzia - Stryphnodendron - Tetrapleura - Xerocladia - Xylia\| |

## Galería

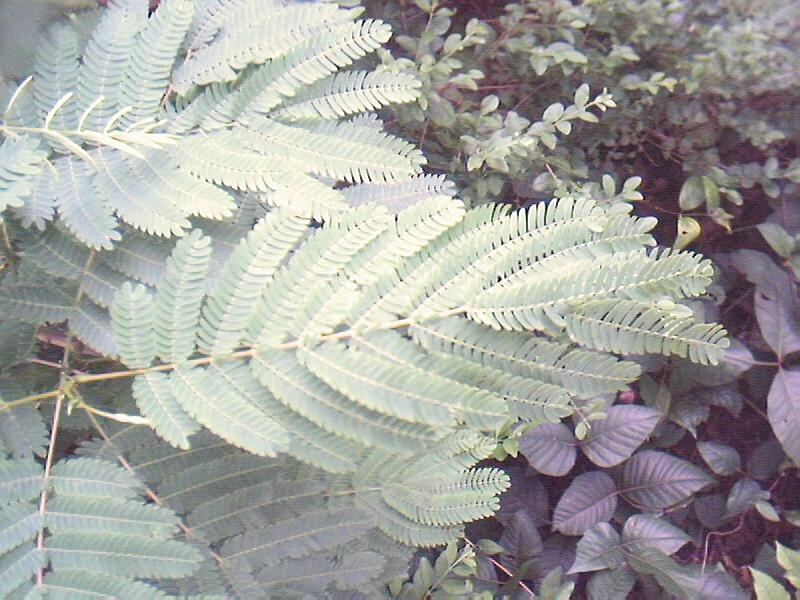
Desmanthus illinoensis
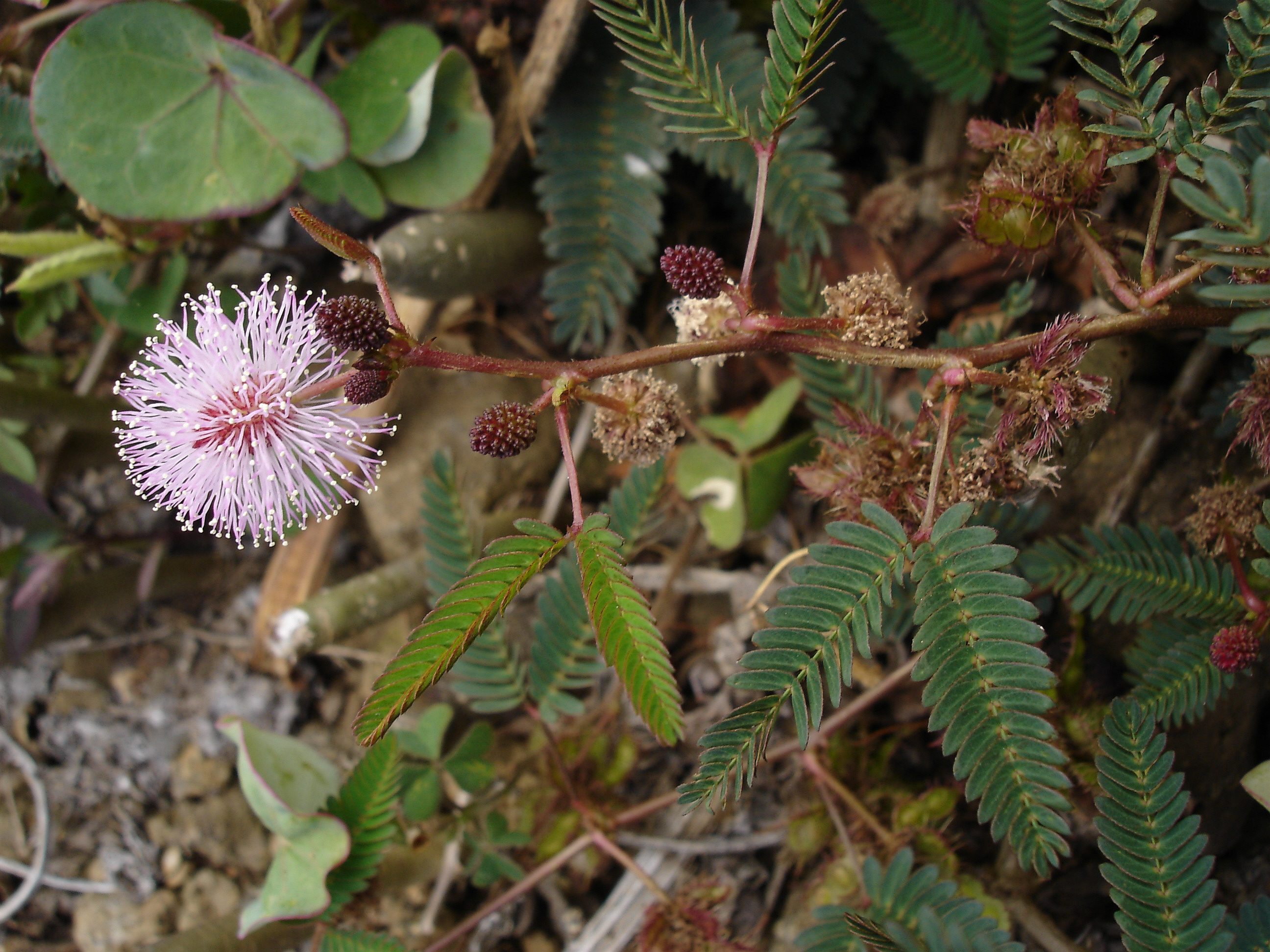
Mimosa pudica
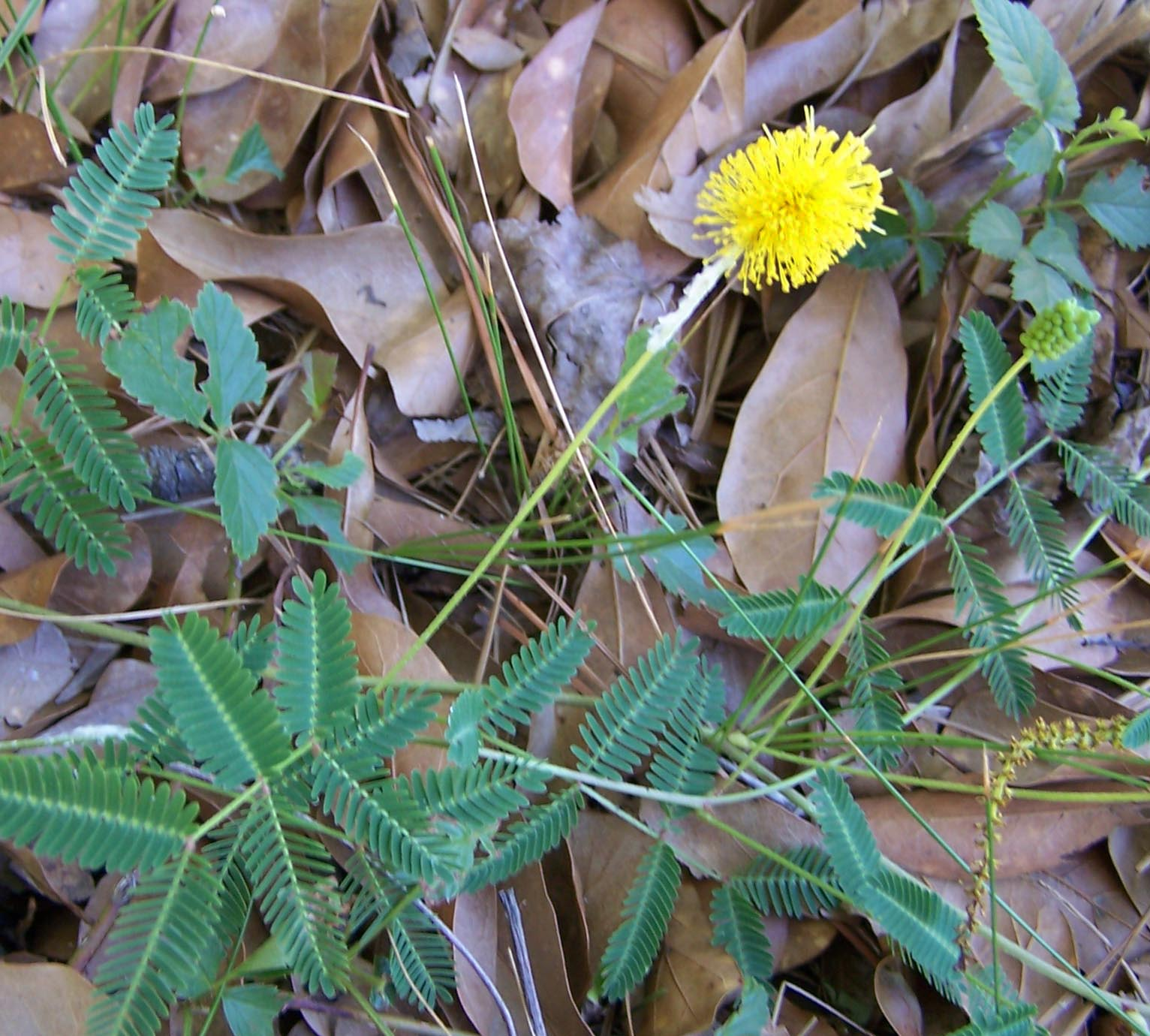
Neptunia lutea
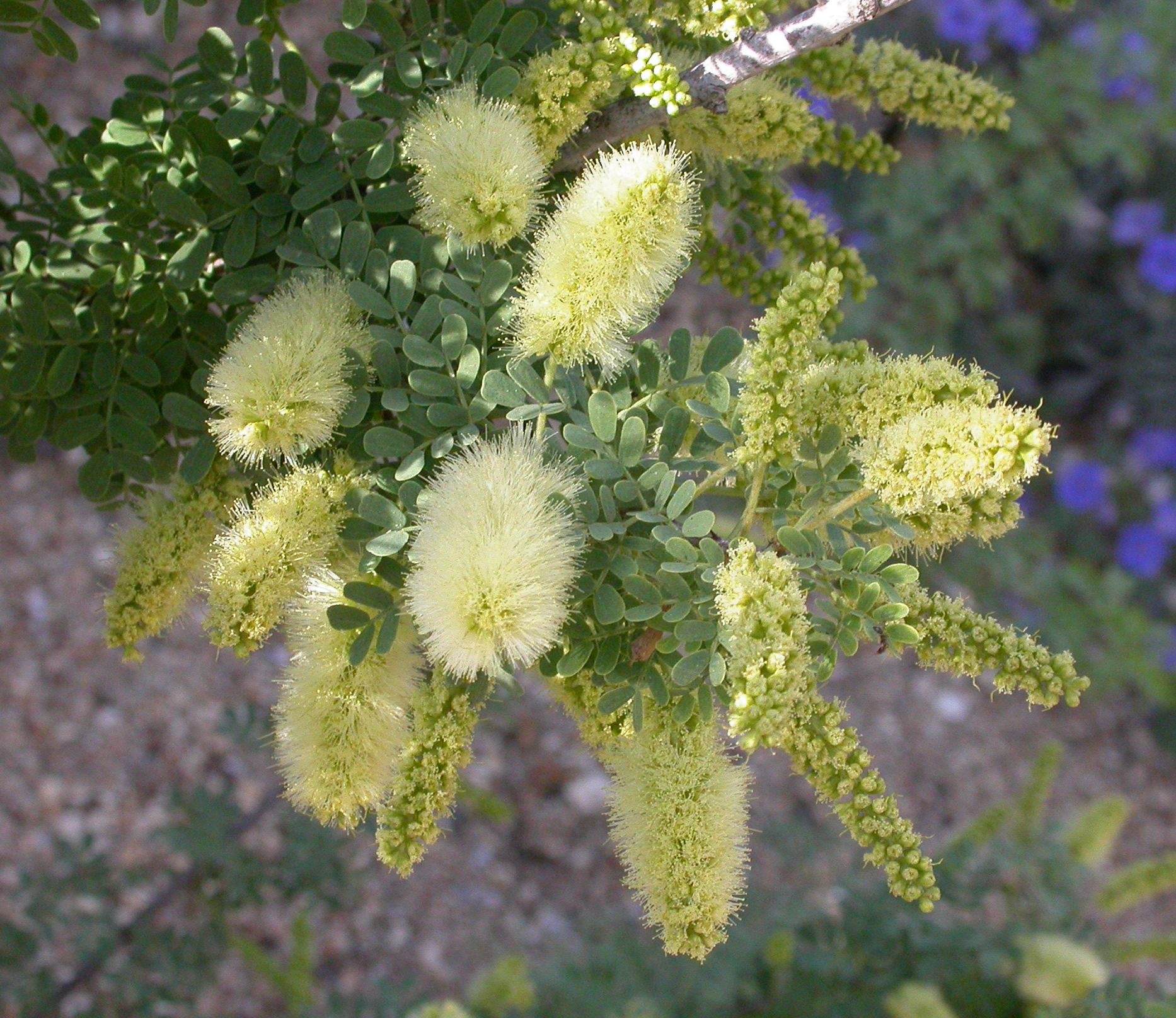
Prosopis pubescens